# Suomen Rautatiemuseo
Das Suomen Rautatiemuseo (deutsch Finnisches Eisenbahnmuseum) ist ein Eisenbahnmuseum in der Stadt Hyvinkää im Süden Finnlands. Das Eisenbahnmuseum befindet sich in der Nähe des Bahnhofs Hyvinkää im ehemaligen Bahnhofs- und Depotbereich der Hanko-Hyvinkää-Bahngesellschaft. Der Bereich ist denkmalgeschützt und stammt aus den 1870er Jahren. Neben dem Bahnhofsgebäude befinden sich Lokomotivschuppen und Wohngebäude.

## Geschichte
Der Finnische Eisenbahnverband gründete bei einer Sitzung am 16. März 1898 das Finnische Eisenbahnmuseum in Helsinki.
Das Museum wurde in Helsinki eingerichtet und 1974 nach Hyvinkää verlegt.
1898 wurde beschlossen, die bisher schon gesammelten Eisenbahngegenstände zusammenzuführen und ein Museum einzurichten. 1900 wurde Uno Öller zum Leiter der Museumssammlungen und gleichzeitig zum ersten festangestellten Mitarbeiter bestimmt. Gleichzeitig erhielt das Museum eine große Sammlung von Gedenkmedaillen von Knut Stjernvall, Finnlands erstem Lokomotivführer. Der erste Ausstellungsraum des Museums wurde 1905 im Keller eines Gebäudes neben dem Bahnhof Helsinki bezogen, in dem Miniaturmodelle, Fotografien und andere kleine Gegenstände gezeigt wurden.
Die Situation verbesserte sich, als das Museum 1922 den dritten Stock des Westflügels des neu gebauten Bahnhofs mit einer Gesamtfläche von 535 m² erhielt. Die Räumlichkeiten wurden am 17. März 1922 in Anwesenheit des Präsidenten der Republik Juho Vennola eingeweiht. Öller wurde der erste Kurator des Museums und das Museum wurde von der finnischen Bahngesellschaft VR-Yhtymä übernommen. Im Zweiten Weltkrieg erlitt das Museum Bombenschäden, wobei Teile der wertvollen Fotosammlungen fast vollständig zerstört wurden.
Ende 1948 wurde das Museum wieder geöffnet, der Fokus wurde nun hauptsächlich auf die systematische Objektsammlung gelegt. Im Bahnhofsgebäude von Helsinki wurden immer mehr Büroräume benötigt. So wurde das Museum 1959 in den Ostflügel verlegt, wo das Museum für die Öffentlichkeit besser zugänglich war.
Als VR-Yhtymä 1962 ihr 100-jähriges Bestehen feierte, wurden die Einrichtungen des Museums renoviert. Die Idee eines Museums mit Freigelände wurde wiederbelebt. Die Sammlungen des Museums umfassten bereits eine Reihe von Lokomotiven und Wagen, die nicht gezeigt werden konnten und im Depot hinterstellt werden mussten. VR-Yhtymä entschloss sich schließlich, das Museum 1971 nach Hyvinkää zu verlegen.
Die Entscheidung wurde durch die Tatsache beeinflusst, dass der neue Standort des Museums, der frühere Bahnhofs- und Depotbereich der Bahnstrecke Hanko–Hyvinkää, fast in seiner ursprünglichen Form dafür geeignet war. Das Museum wurde 1974 in Hyvinkää eröffnet und die Stiftung des Eisenbahnmuseums gegründet, um das Museum zu betreiben. Die Gründer und Verantwortlichen waren die Führung der Bahngesellschaft und die Stadt Hyvinkää.
Anfang der 1990er Jahre hat das Verkehrsministerium die Renovierung des Museums in Angriff genommen. Mit Hilfe des Verkehrsministeriums und der VR wurden die Gebäude des Museums saniert. Das Bahnhofsgebäude wurde restauriert und der Lokomotivschuppen ausgebaut. Der Name des Eisenbahnmuseums wurde 1994 in Suomen Rautatiemuseo geändert. Es wurden Büro- und Archivräume sowie ein neuer Eingangsbereich errichtet. Anfang 1997, am Vorabend des 100-jährigen Bestehens, stufte das Bildungsministerium das Museum als nationales Spezialmuseum ein.
Im 21. Jahrhundert hat das Museum seine Sammlungen mit der ältesten funktionierenden Dampflokomotive Finnlands sowie Diesellokomotiven der Baureihen Dr13 und Dv16 erweitert, die beide in gutem Zustand sind. Das Gelände wurde um die neue Ausstellungshalle erweitert.

## Ausstellung
Das Museum hat eine Ausstellungsfläche von rund 5.000 Quadratmetern auf drei Hektar. Die Dauerausstellung umfasst unter anderem die historischen russischen Kaiserwagen und den Salonwagen des finnischen Präsidenten. Es gibt zehn Dampflokomotiven, darunter die älteste erhaltene Lokomotive Finnlands aus dem Jahr 1868 sowie mehrere in Finnland hergestellte Lokomotiven.

## Sammlung (Auswahl)
Die Sammlung des Eisenbahnmuseums umfasst rund 20.000 Gegenstände über die Eisenbahn und über 200.000 Fotografien. Das Museum verfügt zudem über ein umfassendes Zeichnungsarchiv mit Zeichnungen und Parkplänen für Bahnhöfe. Die Bibliothek enthält über 16.000 Bände.
Das Museumspersonal bestand 2014 aus zehn festangestellten Mitarbeitern. Das Eisenbahnmuseum wird von einer Stiftung unterhalten und von dem 1960 gegründeten Verein der Freunde des Eisenbahnmuseums (finnisch Rautatiemuseon Ystävät ry.) unterstützt.

### Lokomotiven
| Bild | Baureihe     | Nummer | Achsfolge | Type                         | Hersteller                                          | Fabriknummer | Baujahr   | Bemerkungen (in Klammern: Spitzname)                                 |
| ---- | ------------ | ------ | --------- | ---------------------------- | --------------------------------------------------- | ------------ | --------- | -------------------------------------------------------------------- |
|      | A5           | 58     | 2’B       | Personenzuglokomotive        | Maschinenwerkstatt der Staatsbahn, Helsinki         | 2            | 1875      | (Lankkihattu)                                                        |
|      | B1           | 9      | B 1 ST    | Rangierlokomotive            | Beyer, Peacock & Co.                                | 846          | 1868      | älteste erhaltene Lokomotive in Finnland, (Ram)                      |
|      | C1           | 21     | C         | Güterzuglokomotive           | Neilson and Company                                 | 1427         | 1869      | zweitälteste erhaltene Lokomotive in Finnland, (Bristollari)         |
|      | C5           | 110    | C         | Güterzuglokomotive           | Hanomag                                             | 1477         | 1882      | (Bliksti)                                                            |
|      | Sk1          | 124    | 1’C       | Mehrzwecklokomotive          | SLM                                                 | 405          | 1885      | (Little Brown)                                                       |
|      | F1           | 132    | B 2t      | Personenzuglokomotive        | SLM                                                 | 434          | 1886      | (Felix)                                                              |
|      | Vk3          | 489    | 1’C2’t    | Personenzuglokomotive        | Tampella (Tampereen Pellava- ja Rautateollisuus Oy) |              | 1909      | (Iita)                                                               |
|      | Hv1          | 555    | 2’C       | Personenzuglokomotive        | Tampella (Tampereen Pellava- ja Rautateollisuus Oy) | 264          | 1915      | (Heikki, Hv1 555 – Princess)                                         |
|      | Pr1          | 776    | 1’D1’t    | Personenzuglokomotive        | Tampella (Tampereen Pellava- ja Rautateollisuus Oy) |              | 1926      | (Paikku)                                                             |
|      | Sk3          | 400    | 1’C       | Mehrzwecklokomotive          | Tampella (Tampereen Pellava- ja Rautateollisuus Oy) | 49           | 1903      | (Grandmother)                                                        |
|      | Tr1          | 1033   | 1’D1’     | Güterzuglokomotive           | Tampella (Tampereen Pellava- ja Rautateollisuus Oy) | 503          | 1941      | (Risto)                                                              |
|      | Tr1          | 1096   | 1’D1’     | Güterzuglokomotive           | Tampella (Tampereen Pellava- ja Rautateollisuus Oy) | 972          | 1957      | (Risto, Nr. 1096 nicht öffentlich zugänglich gelagert)               |
|      | Tr2          | 1319   | 1’E       | Schwere Güterzuglokomotive   | American Locomotive Company (ALCO)                  | 75214        | 1947      | (Truman), entspricht der russischen Baureihe Е                       |
|      | Vk4          | 68     | Bt        | Leichte Dampflokomotive      | Borsig                                              |              | 1910      | (Leena), älteste betriebsfähige Breitspurlokomotive Finnlands        |
|      | Vr1          | 669    | Ct        | Rangierlokomotive            | Hanomag                                             | 10264        | 1923      | (Hen)                                                                |
|      | Vr3          | 755    | Et        | Dampflokomotive              | Tampella (Tampereen Pellava- ja Rautateollisuus Oy) |              | 1926      | (Rooster / Cockerel), nicht öffentlich zugänglich gelagert           |
|      | Rro          | 2      |           | Schmalspurdampflokomotive    | Tampella (Tampereen Pellava- ja Rautateollisuus Oy) | 230          | 1914      |                                                                      |
|      | Tve2 (OTSO2) | 8      |           | Rangiertraktor               | Saalasti Oy                                         |              | 1962–1964 |                                                                      |
|      | Hr12         | 2241   | C’ C’     | Dieselelektrische Lokomotive | Valmet / Terex                                      |              |           | Als Hr12 gebaut, 1976 in Dr12 umgezeichnet (Huru)                    |
|      | Dr13         | 2349   | C’ C’     | Dieselelektrische Lokomotive | Alstom, Lokomo, Valmet                              |              |           | (Alsti, Alstikka, Alspommi, Myymäläauto)                             |
|      | Dv16         | 2026   | D         | Diesellokomotive             | Lokomo, Valmet                                      |              |           | (Voivoi, Punatulkku, Murre, Nalle, Karhukoira, Vempu/Vemppu)         |
|      | Hr11         | 1950   | B’ B’     | Diesellokomotive             | Valmet                                              |              | 1955      | nicht öffentlich zugänglich gelagert                                 |
|      | Vk11         | 101    | B         | Benzin-Paraffin-Lokomotive   | Bjurström AB Slipmaterial, Västervik                |              | 1930      |                                                                      |
|      | Dm7          | 4020   | (1A)(A1)  | Dieseltriebwagen             | Valmet, Tampere                                     | 68           |           | (Lizenzbau von Hilding Carlssons Mekaniska Verkstad, Umeå, Schweden) |
|      | Ds1          | 1      | 1A A1     | Dieseltriebwagen             | VR Pasilan Konepaja                                 | 3            | 1928      |                                                                      |

Quelle: 

### Weitere Ausstellungsgegenstände
Neben den Lokomotiven besitzt das Museum eine Anzahl von Wagen, darunter drei Wagen des Kaiserzuges des russischen Zaren, den Salonwagen des Präsidenten, Reisezugwagen verschiedener Klassen, Gepäckwagen, Postwagen, Gefängniswagen und Güterwagen. Zum Bestand gehören ferner Motordraisinen, Arbeitsfahrzeuge und historische Schienenautos.
Sehenswert ist der Traditionszug von Valtteri, eine Zugeinheit, die anlässlich des 150-jährigen Bestehens der Finnischen Eisenbahn 2012 in der Werkstatt Pieksämäki und im Finnischen Eisenbahnmuseum in Hyvinkää renoviert wurde und die Entwicklungsgeschichte der Fahrzeuge über 100 Jahre darstellt. Der Zug, der nach dem ehemaligen Nutzer des Salonwagens, Walter Ahlström, benannt ist, hat vier restaurierte Holzwagen. Der älteste Wagen, der Salonwagen, stammt aus den 1920er Jahren. Der Personenwagen der dritten Klasse stammt aus den 1940er-Jahren und die der zweiten Klasse aus den 1950er- und 1970er-Jahren. Der Innenraum des Salonwagens ist noch weitgehend original. Zum Zug gehört die 1965 gebaute Diesellokomotive der Baureihe Dr13.